# Coffee & Cigarettes
Coffee & Cigarettes — второй сингл Jimmy Eat World  с альбома Invented.

## Критика
Rock Sound говорит о том что в этой песне чего-то нехватает и что бы улучшить её нужно добавить шарма. Punknews.org хвалит песню своей простотой и эффективным хором, и она более запоминающаяся, чем большинство других песен из альбома, но критикует синтезатор в песне.

## ВСМИ
13 декабря 2010 года Coffee & Cigarettes был исполнен в сериале Conan.

## Чарты
| Чарт                            | Место |
| ------------------------------- | ----- |
| US Billboard Modern Rock Tracks | 23    |